# ماه عسل آن‌ها
ماه عسل آنها (انگلیسی: Their Honeymoon) یک فیلم کمدی صامت کوتاه به کارگردانی ویلارد لوئیس است که در سال ۱۹۱۶ منتشر شد. از بازیگران این فیلم می‌توان به اولیور هاردی و بیلی روژ اشاره کرد.